# إيرينا فرونينا
إيرينا فرونينا (الروسية: Ирина Вадимовна Воронина) هي عارضة وممثلة روسية (وحملت سابقاً جنسية الاتحاد السوفيتي)، ولدت في 19 ديسمبر 1977 في روسيا.

## مشوارها وظيفي
ولدت فورونينا في دزيرجينسك غوركي أوبلاست الروسية الاتحاد السوفيتي. بدأت العمل كعارضة أزياء لأول مرة في سن 14 وظهرت بعرض في سيفاستوبول  تم اختيارها كزميلة بمجلة بلاي بوي في الشهر يناير 2001 ، وظهرت في العديد من مقاطع فيديو بلاي بوي . وقد صممت أيضًا لمجلة أخرى للبالغين الكمال 10. كانت الناطقة باسم فتاة سانت باولي لعام 2008 ،  وهو منصب شغله في السنوات السابقة من قبل زملاء بلاي بوي و الآخرين.

## وصلات خارجية
- إيرينا فرونينا على موقع IMDb (الإنجليزية)
- إيرينا فرونينا على موقع أول موفي (الإنجليزية)
- إيرينا فرونينا على موقع قاعدة بيانات الفيلم (الإنجليزية)
- إيرينا فرونينا على موقع كينوبويسك (الروسية)